# Астрономія у В'єтнамі
Астрономія у В'єтнамі все ще знаходиться на стадії становлення. У країні працюють кілька десятків професійних астрономів, існують аматорські астрономічні товариства та планетарії. 

## Історія
В'єтнамські монархи утримували астрономічні установи для розрахунків календаря та передбачення затемнень. Астрономічні спостереження були одним з небагатьох видів наукової діяльності у феодальному В'єтнамі, який, в цілому, мало цікавився наукою.
У 1902 році французька колоніальна влада збудувала на пагорбі в Хайфоні Центральну індокитайську обсерваторію, обладнану невеликим 12-сантиметровим телескопом. Обсерваторія здебільшого використовувалася для метеорологічних досліджень.
На початку XX століття Александр Єрсен за допомогою власного телескопа проводив спостереження для визначення географічної широти Нячанга.
В середині XX століття важливу роль у формуванні суспільного інтересу до астрономії відіграли книги для учнів та для загальної аудиторії, написані чи укладені такими авторами, як Нгуєн Дінх Ноан, Пхам В'єт Трінх, Трінх Суан Тхуан, Нгуєн Куанг Рієу. Тоді ж у В'єтнамі стали активно створювати аматорські астрономічні клуби.
Оскільки в часи Холодної війни В'єтнам залишався близьким союзником СРСР, у 1980 році в межах програми Інтеркосмос на радянському космічному кораблі «Союз-37» до орбітальної станції «Салют-6» полетів в'єтнамець Фам Туан, ставши першим космонавтом не тільки у В'єтнамі, а в усій Азії (не рахуючи сам СРСР).

## Наукові дослідження
Станом на початок 2020-х років, в’єтнамська дослідницька спільнота в галузі астрономії та астрофізиці включала близько 30 науковців. Дослідження включають радіоастрономічну групу в Національному космічному центрі В’єтнаму, дослідження коричневих карликів у Міжнародному університеті в Хошиміні, зоряну астрофізику в Інституті фізики у Ханої, космологію та ядерну астрофізику в університеті Пхенікаа в Ханої. 
Крім того, багато в'єтнамських астрономів працюють за кордоном, навіть більше, ніж в самому В'єтнамі: зокрема, в Європі, США, Південній Кореї, Японії, Австралії. Астрономи з В'єтнаму активно співпрацюють з в'єтнамськими астрономами в інших країнах. Прикладом такої співпраці є В’єтнамська астрономічна дослідницька мережа (Vietnam Astrophysics Research Network, VARNET), яка вивчає фізицу міжзоряного середовища й зореутворення.
В’єтнам не має значних астрономічних інструментів. Втім, країна має статус спостерігача в Східноазійській обсерваторії, що дає змогу в'єтнамським астрономам брати участь у програмах спостережень за допомогою телескопа Джеймса Клерка Максвелла.

## Освіта
У середніх та старших класах учні шкіл отримують загальні знання з астрономії, вчать закони Кеплера,  короткому вступу до астрономії присвячена одна глава в підручниках з природничих наук та фізики. У Ханої в школі для обдарованих учнів готують команду для участі в Міжнародній олімпіаді з астрономії та астрофізики, і ця команда досягає на олімпіаді значних успіхів.
Наукові й педагогічні університети пропонують курси астрономії та астрофізики на рівні бакалаврату, а Ханойський університет науки та технології Ханоя — також на рівні магістратури та аспірантури. Однак навіть там астрономія не виділена в окрему спеціальність, а випускники отримують дипломи з атомної чи ядерної фізики.
Міжнародний центр міждисциплінарних наук та освіти (International Centre for Interdisciplinary Science and Education, ICISE) у Куїньйоні щорічно проводить кілька конференцій або шкіл з астрофізики, в яких беруть участь в'єтнамські й закордонні студенти.

## Популяризація астрономії
В країні працюють різні аматорські астрономічні клуби, які ведуть популярні астрономічні сайти, організовують регулярні заходи зі спостережень неба, зокрема під час сонячних затемнень та транзитів Венери. Багато в'єтнамських астрономів-аматорів використовують сучасні любительські телескопи для отримання якісних астрофотографій. Команда астрономів-аматорів у Хошиміні сконструювала маленький радіотелескоп для спостереження радіолінії водню 21 см і тепер виготовляє такі телескопи для університетів і шкіл.
Планетарій у Віні був збудований 1990-х роках за підтримки Японії, але закрився в 2006 році. Станом на 2021 рік у В'єтнамі працюють два планетарії — один в Нячанзі, інший поблизу Ханоя, а третій будується в у Куїньйоні. Кожен планетарій обладнаний 40- або 50-сантиметровим оптичним телескопом.
Астрономія та космічні науки займають важливе місце в таких просвітницьких заходах, як щорічне святкування дня науки, технологій та інженерії.